# Marcel Georges Charles Petitmengin
Pour les articles homonymes, voir Petitmengin.
Charles Georges Marcel Petitmengin, né le 3 janvier 1881 à Nancy et mort le 19 octobre 1908 à Malzéville, est un botaniste et pharmacien français.

## Biographie
Charles Georges Marcel Petitmengin est né le 3 janvier 1881 à Nancy. Quelques mois après sa naissance, sa famille part habiter Malzéville, près de Nancy, où il habitera toute sa vie. Il est le premier fils de Gabriel Petitmengin, né en 1854 à Paris et comptable à Malzéville et de Mathilde Petitmengin née Perny en 1860 à Malzéville. Il effectue ses études à l'école supérieure de pharmacie de Nancy et obtient le diplôme de pharmacien en 1904 (il est déjà préparateur et enseignant à l'école, poste qu'il conservera). Il entame un doctorat de sciences naturelles et étudie la flore du briançonnais et du mont Viso en Italie. En 1905, il accompagne René Maire en Grèce, y retourne en 1906, puis, à la demande du professeur Paul Lecomte et sur les conseils de Monseigneur Léveillé et de Gustave Bonati, il étudie les primulacées sino-japonaises. Il retourne au mont Viso en 1907, mais ne peut achever sa thèse et décède de tuberculose le 19 octobre 1908. Jules Garnier (1882-1934), son ami, s'est occupé de ses collections après sa mort.
Par ailleurs, profondément croyant, il s'est fortement impliqué au sein de l'église réformée de France et de ses œuvres sociales - président de l'association des étudiants protestants en 1906, vice-président de l'Union chrétienne des jeunes gens, moniteur général de l'école du dimanche, président de la société anti-alcoolique…
De 1900 à 1908, il a fait preuve d'une activité débordante. Ses principales contributions touchent la flore de Lorraine, des Alpes, de Grèce et la famille des Primulacées, tant par les spécimens qu'il a collectés que les identifications qu'il a menées.
Marcel Petitmengin meurt le 18 octobre 1908 à Malzéville à l'âge de 27 ans.
S'il n'a produit aucun document théorique, son travail sur les hybrides participe aux interrogations qui émergent alors sur la notion d'espèce et en particulier sur son acception linnéenne.

## Dédicaces d'espèces qu'il a identifiées
Parmi les 80 espèces qu'il a identifiées, il en a dédié 38 à ses amis, professeurs, à des religieux et botanistes de son temps. Cette importante proportion de dédicaces (qu'il partage avec les botanistes — tous occidentaux – depuis le début du XIXe siècle) aux dépens d'un descriptif, plus courant chez Linné, témoigne tant des relations tissées entre confrères botanistes que d'une appropriation occidentale du monde, y compris par l'intermédiaire d'une science.
En premier, dans ses dédicaces, il pense à ses amis, tous de la région nancéienne, et plus ou moins ses confrères :
- Jules Garnier (1882—1934), aussi élève de l'école de pharmacie de la promotion suivant la sienne, qui a repris toute sa documentation floristique après sa mort, et à qui il dédie une astéracée hybride de France :
  - x Crepihieracium garnieri (Petitm.) P.Fourn. (Crepis praemorsa × Hieracium murorum)(nommée Crepis garnieri par Petitmengin en 1906)
- Gustave Bonati (1873-1927), avec qui il étudie les échantillons de plantes de Nouvelle-Calédonie et à qui il dédie une primevère de Chine en 1907 :
  - Primula bonatiana Petitm.
- La famille Albert, de l'Echalp (Hautes Alpes - massif du Queyras) chez qui il a logé et où il a herborisé et à qui il dédie une astéracée hybride en 1906 :
  - Artemisia x albertii Petitm. (Artemisia absinthium × umbelliformis) (espèce protégée dans les Alpes de Haute Provence)
- P. Durenne, avec qui il herborise dans les Alpes et à qui il dédie une violette hybride :
  - Viola x durennei Petitm. (Viola permixta x Viola alba)
- C. Breton, préparateur en pharmacie à Saint-Mihiel, qui lui fournit des plantes de la région et à qui il dédie, en 1906, une brassicacée hybride :
  - Iberis x bretonii Petitm.

Il a aussi cherché à honorer ses professeurs et relations de travail :
- Le professeur Paul Henri Lecomte, qui l'a conseillé sur ses travaux et notamment l'a engagé à l'étude des primulacées et à qui il dédie une primevère de Chine en 1907
  - Primula lecomtei Petitm.
- Monseigneur Augustin Abel Hector Léveillé, qui l'a aussi conseillé, mais qui surtout, a publié dans le bulletin de l'Académie de géographie botanique et dans le monde des plantes nombre de ses articles (c'est aussi lui qui rédige son éloge nécrologique le 1er novembre 1908 dans le numéro 54 du Monde des plantes) ; il est aussi le seul, avec Gustave Bonati, à lui rendre une dédicace ; Marcel Petitmengin lui dédie une primulacée de Chine en 1907 :
  - Lysimachia leveillei Petitm.
- V. Suard, professeur de botanique à l'école de médecine de Nancy et qui a publié en 1843 un catalogue des plantes vasculaires du département de la Meurthe, à qui il dédie une Frankeniacée :
  - Frankenia suardii Petitm.

Comme la plupart de ses confrères, il honore les botanistes collecteurs, souvent missionnaires :
- Le père Émile-Marie Bodinier (1842-1901), missionnaire en Chine, dans le Guizhou (Kouy-Tchéou) où il décède à Guiyang (Kouy-Yang) ; Petitmengin travaille sur son herbier et lui dédicace à titre posthume une primulacée de Chine en 1907 :
  - Lysimachia bodinieri Petitm.
- Le père Pierre Julien Cavalerie (1869-1927), missionnaire en Chine à Pin-fa, Guizhou (Kouy-Tchéou) et membre de l'Académie de géographie botanique (il est auteur de nombreux articles dans la revue de l'Académie), à qui il dédie une primevère de la province de Guizhou (Kouy-Tchéou) en 1908 :
  - Primula cavaleriei Petitm.
- L'abbé François Ducloux (1864-1945), missionnaire au Yunnan, à qui il dédie une primevère de Chine :
  - Primula duclouxii Petitm.
- Le père Joseph Henri Esquirol, (1870-1934), missionnaire en Chine (il mourut à Lanlong dans le Hunan) et membre de l'Académie de géographie botanique, à qui Petitmengin dédia une primevère du Yunnan en 1907 :
  - Primula esquirolii Petitm.
- Isidore Franc, instituteur à Nouméa, membre de l'académie de géographie botanique
  - Stenocarpus francii Bonati & Petitm. - 1907 - Protéacée de Nouvelle-Calédonie,
  - Trichomanes francii Christ in Bonati et Petitm. (renommée Microtrichomanes francii (Christ) Copel. - 1938 et depuis reclassée en Hymenophyllum lyallii) - Hymenophyllacée (fougère) de Nouvelle-Calédonie
- Le botaniste Jean Baptiste Louis Pierre (1833-1905), notamment directeur du jardin botanique de Saigon, et à qui Petitmengin dédie une primulacée d'Indo-Chine en 1908 :
  - Lysimachia pierrei Petitm.
- Le botaniste Jules Poisson (1833-1919), qui a collecté et identifié de nombreuses plantes de Nouvelle-Calédonie, et à qui Bonati et Petitmengin dédient une cunoniacée de Nouvelle-Calédonie en 1907 :
  - Weinmannia poissonii Bonati & Petitm.

Il dédie un certain nombre d'espèces aux botanistes célèbres de son temps avec qui il a pu correspondre, souvent membres de l'Académie de géographie botanique, pour leurs travaux en relation avec les siens mais aussi dans un jeu subtil de révérence et d'affirmation de soi :
- Le prince Roland Bonaparte à qui René Maire et lui dédient deux plantes de Grèce :
  - Cirsium x bonapartei Maire & Petitm. - 1908 Astéracée hybride
  - Fumana bonapartei Maire & Petitm. - 1908 Cistacée de Grèce
- Le botaniste Friedrich Ludwig Emil Diels (1874-1945), professeur à l'université de Marbourg, à qui il dédie une primevère de Chine en 1907 :
  - Primula dielsii Petitm.
- Le botaniste François Gagnepain (1866-1952) à qui il dédie une primevère de Chine en 1907
  - Primula gagnepainii Petitm.
- Le botaniste William Botting Hemsley (1843-1924), de Kew, à qui il dédie une primevère de Chine en 1907 :
  - Primula hemsleyi Petitm.
- Le botaniste Paul Erich Otto Wilhelm Knuth (1854-1899) à qui il dédie une primulacée du Japon en 1907 :
  - Lysimachia knuthii Petitm.
- Le botaniste Ninzo Matsumura (1856–1928) à qui il dédie en 1907 une primevère du Japon :
  - Primula farinosa L. var. matsumurae (Petitm.) T.Yamaz. (il l'avait appelée Primula matsumurae)
- Le baron Eugène Pierre Perrier de La Bâthie (1825-1916), agronome et botaniste, membre de l'Académie de Savoie (plus probablement que son fils Henri Perrier de La Bâthie qui s'est intéressé presque exclusivement à la flore de l'océan Indien), à qui il dédie une astéracée hybride des Alpes en 1906 :
  - Artemisia x perrieri Petitm.
- Friedrich Richard Rudolf Schlechter à qui, avec Gustave Bonati, il dédie en 1907 deux espèces de Nouvelle-Calédonie collectées par Isidore Franc et versées à l'herbier Boissier, en réponse aux deux publications de 1905 et 1906 sur la flore de Nouvelle-Calédonie[2] :
  - Argophyllum schlechterianum Bonati & Petitm. – 1907 - Escalloniacée de Nouvelle-Calédonie (collectée dans les montagnes de Kohgi et Dzumac)
  - Gardenia schlechteri Bonati & Petitm. - 1907 - Rubiacée endémique de Nouvelle-Calédonie

Il dédicace aussi quelques espèces à des personnalités diverses, en relation avec les lieux dont sont originaires les plantes de ces travaux :
- François Arnaud (1843-1908) alpiniste, géographe et homme politique de Barcelonnette, à qui il dédie une fabacée hybride des Alpes :
  - x Oxytropis arnaudii Petitm. (Phaca astragalina x Oxytropis cyanea)
- L'ingénieur ferroviaire suisse William Barbey (1842-1914), époux de Caroline Barbey-Boissier (1847-1918), fille du collecteur Edmond Boissier, créateur de l'herbier sur lequel travailla Petitmengin, et à qui il dédie une primevère de Chine (de son herbier), en 1907 :
  - Primula barbeyana Petitm.
- Antonio Biondi de Montajone, dont Petitmengin a étudié l'herbier (à Florence) et à qui il dédie une primevère de Chine en 1907 :
  - Primula biondiana Petitm.
- Le botaniste savoyard Eugène Chabert à qui il dédie une astéracée hybride des Alpes :
  - Senecio chaberti Petitm.
- Le professeur Th. Derbez de Barcelonnette, collecteur et botaniste amateur, qui l'a peut-être guidé et lui a peut-être fourni des spécimens, et à qui il dédie une crassulacée hybride des Alpes en 1906 :
  - Sedum x derbezii Petitm.
- Antonios Miliarakis (1848–1905), géographe et historien grec, à qui il dédie une astéracée hybride de Grèce en 1908 :
  - Cirsium x miliarakisii Maire & Petitm.
- Joseph Sartori (1809-1885), botaniste grec à qui il dédie à titre posthume une brassicacée en 1908 :
  - Alyssum sartorii Heldr. ex Maire & Petitm.
- Le botaniste Lino Vaccari (1873-1951), à qui il dédie une saxifrage des Alpes en 1907 :
  - Saxifraga vaccarii Petitm.
- Un des botanistes-horticulteurs Veitch, à qui il dédie une primevère de Chine en 1907 :
  - Primula veitchiana Petitm.
- Maurice de Vilmorin, qui recevait les spécimens collectés au Yunnan par le père Pierre Jean Marie Delavay, et qui a pu correspondre avec Petitmengin ; il lui dédie une primevère de Chine en 1908 :
  - Primula vilmoriniana Petitm.
- Hellen Willmott (1858–1934), horticultrice britannique célèbre à l'époque, qu'il a peut-être rencontrée à Aix-les-bains où elle avait acquis une propriété, mais qu'il a probablement simplement honorée en raison de la renommée de cette personne à l'instar de nombreux botanistes du début du XXe siècle[3], en lui dédiant une primevère de Chine en 1907 :
  - Primula willmottiae Petitm.

Une dernière dédicace concerne ses convictions religieuses, il s'agit de celle à François Coillard (1834-1904), missionnaire protestant en Afrique, à qui il dédie en 1906 une primevère d'Indo-Chine :
- Rubus coillardi Petitm.

Enfin, ces dédicaces font aussi apparaître des absents, en particulier :
- René Maire, avec qui il collabore étroitement et qui est l'une des trois personnes qui cosignent un article avec lui ; peut-être Petitmengin songeait-il à une dédicace ultérieure, quand cette proximité aurait disparu
- Georges Rouy (1851-1924), pourtant très connu de Petitmengin (dès 1903, il mentionne son nom dans ses publications) ; peut-être y a-t-il un désaccord entre eux, voire une concurrence, sur la question de l'espèce.

Cependant, l'absent le plus évident est l'habitant de ces contrées, « l'indigène » des rapports des missions : pas un de ceux qui nécessairement ont aidé ces prêtres botanistes, pas même un nom vernaculaire -existant, surtout en Chine-, tout juste quelques rares noms de lieux retranscrits plus moins bien en latin quand ceux-ci n'ont pas (encore) été rebaptisés du nom d'un saint.

## Quelques publications
- Souvenirs d'herborisations à Zermatt (Valais) - Académie de géographie botanique, 1903 p. 355 - 363
- Notes sur quelques nouveautés de la flore française - Le Monde des Plantes : Le Mans, 1904 no 30 - p. 45-48 Document téléchargeable - 1re page et suivantes
- avec P. Durenne - Promenade botanique dans les Alpes du Briançonnais (2-9 août 1903) - Bulletin de l'Académie internationale de géographie botanique, 1905, juillet-août, p. 253-267
- Note sur un nouvel hybride de la flore alpine : OXYTROPIS ARNAUDII - Le Monde des plantes : Le Mans, 1905, p. 16 Document téléchargeable
- Étude sur la Grèce contemporaine - Le Semeur, 1906, no 2, p. 84-93 ; 1907, no 3, p. 126-139 et no 4, p. 180-190
- Mise au point sur la flore de Lorraine - Compte-rendu de la 36e session de l'Association française pour l'avancement des sciences, Reims, 1907, p. 504-519.
- Études comparatives sur la flore andine et sur celle des Alpes européennes - Bulletin de l'Académie internationale de géographie botanique - Le Mans : impr. de Monnoyer, 1907
- Quelques nouveautés botaniques du Queyras - Bulletin de la société des sciences de Nancy - 1907
- Session de l'Académie en Savoie en août 1907. Première partie. Aperçu sur la géographie botanique de la Maurienne et de la Tarentaise (Savoie) - Bull. Acad. Inter. Géogr. Bot., no 17, 1907 – p. 310-338.
- Primulaceae wilsonianae. Primulacées chinoises de l'herbier de l'Académie internationale de géographie botanique - Bulletin de l'Académie internationale de géographie botanique - Le Mans : impr. de Monnoyer, 1907
- avec René Maire - Étude des plantes vasculaires récoltées en Grèce en 1904 - Bulletin des séances de la Société des sciences de Nancy, 1907, série III, vol. 8, p, 149-192
- avec René Maire - Étude des plantes vasculaires récoltées en Grèce en 1906 - Bulletin des séances de la Société des sciences de Nancy, 1908, vol. 9, p, 151-266 et 360-481
- avec Gustave Bonati - Sur quelques plantes de Nouvelle-Calédonie - 1907
- avec Julien Godfrin - Flore analytique de poche de la Lorraine et des contrées limitrophes - Paris : A. Maloine, 1909, 239 p.
- avec Julien Godfrin - Atlas de la Flore analytique de poche de la Lorraine et des contrées limitrophes - Paris : Maloine et fils éd., 1913, 239 p. (illustrations de l'abbé Coste)

## Espèces qui lui ont été dédiées
Un genre de la famille des Scrophulariacées lui a été dédié par son ami Gustave Bonati en 1911 : Petitmenginia.
De plus cinq espèces autres ont été nommées en son honneur, dont quatre aussi par son ami Gustave Bonati :
- Lysimachia petitmenginii Bonati -1913 - famille des Primulacées, plante de Chine
- Parnassia petitmengini H.Lév. - 1910 - famille des Parnassiacées, plante de Chine
- Pedicularis petitmenginii Bonati -1907 - famille des Scrophulariacées, plante de Chine
- Primula petitmengini Bonati - 1909 - famille des Primulacées, primevère de Chine.
- Scrophularia petitmenginii Bonati - 1911 - famille des Scrophulariacées, plante de Chine